# 단오절 (중국)

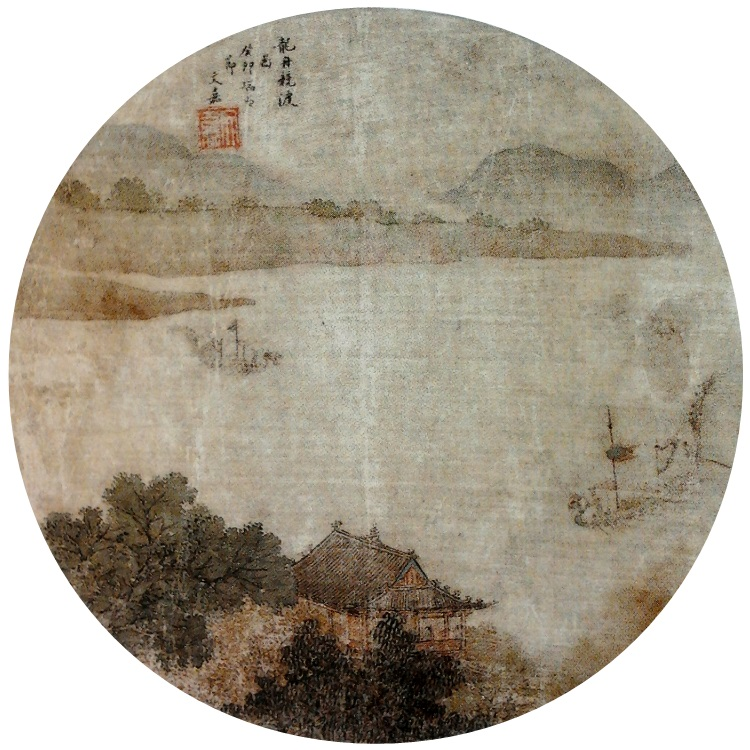

중국의 단오절(端午節)은 음력 5월 5일은 예로부터 전해 내려오는 고유의 세시명절 중 하나임. 동양사회에서 숫자로 보면 홀수는 음양 가운데 양에 해당하는 것으로서 달과 일의 수가 모두 양으로 겹치는 음력 3월 3일, 5월 5일, 7월 7일 등의 명절에는 햇볕이 가장 강하다고 하여 갖가지 성대한 행사가 거행되어 왔음. 음력 5월 5일 역시 이러한 명절 중의 하나로 일반적으로는 단오절이라 불리어 옴. 단오의 의미는 초오라는 뜻으로 음력 5월 첫 오일(말의 날)을 뜻함. 단오는 또 천중절, 중오절, 단양 등으로도 불리고, 한국에서는 수릿날이라고도 하며, 중국에서는 오월절이라고도 불림.

## 단오의 유래
단오의 유래에 대해서는 여러가지 학설이 분분함. 대표적인 학설을 몇가지 들자면 시절전래설, 조아고사설, 오자서고사설, 굴원고사설 등이 있음
- 시절전래설

단오절의 풍습이 생겨난 것은 비가 많이 내리기 시작하는 음력 5월을 맞아 악질이나 액환을 방지하기 위해 다양한 예방 풍습이 생겨난 데에서 기인한 것으로 보기도 함. 약초나 창포를 사용하거나 쑥으로 인형을 만드는 풍습에서 보이듯이 향이 강한 풀이나 약초 등으로 액을 예방하고 건강을 기원하는 차원에서 명절로 정해진 것으로 보는 주장임.
- 조아고사설

중국 동한 시대에 조아라는 효녀의 고사에서 비롯된 유래임. 어느 날 조아의 부친이 강에 빠져 익사함. 당시 14세이던 조아는 강을 따라 통곡하여 부친의 시체를 찾아 헤매었지만, 17일이 지나도록 그 부친의 시체는 찾지 못했고, 마침내 5월 1일, 그녀 역시 강물에 몸을 던짐. 5일에 함께 부등켜안은 두 부녀의 시체가 강물 위로 떠올라 보는 이들의 눈시울을 적셨고, 동네 사람들이 이들을 위해 제사를 지냈다는 고사에서 비롯된 설임.
- 오자서고사설

중국 춘추시대 초나라 사람이던 오자서의 부친이 초나라 평왕에게 죽임을 당함. 이에 분개한 오자서는 오나라로 건너가 오왕 합려를 도와 초나라를 멸망시키고, 이어 평왕의 시체를 무덤에서 파내 채찍질을 함으로써 부친의 복수를 함. 그런데 오왕 합려가 죽은 후 합려의 아들 부차는 전횡을 일삼으며 오자서가 주장하는 연제항월(제나라와 연합해 월나라에 대항하자는 계책)에 귀를 기울이지 않았음. 오히려 태재 백비의 중상모략을 듣고 검을 내려 오자서로 하여금 자결하게 함. 그 후 음력 5월 5일에 그의 시체를 전당강에 내버렸음. 오자서는 죽은 뒤 이강의 신이 되었고, 이후 강소-절강 일대의 백성들은 매년 5월 5일이 되면 오자서를 위해 제사를 지내었다고 함. 이러한 제사 활동이 훗날 단오절 각종 풍속 활동의 기원이 되었다는 설임.
- 굴원고사설

가장 많이 인용되는 유래는 바로 전국시대 초나라의 충신으로 유명한 굴원의 고사에서 비롯된 설임. 굴원은 기원전 340년 지금의 호북성에서 태어나 초나라의 삼려대부 벼슬을 지낸 인물로서, 박식하고 총명하여 고상한 인품으로 존경받았고, 초나라 회왕으로부터도 많은 신임을 얻었던 것으로 알려 있음. 사기의 굴원열전을 보면 "궁에 들어서면 와오가 국사를 논했고, 궁을 나서면 손님들을 접대하였다"는 부분이 있는 것으로 미루어 초나라에서 상당한 지위에 있었다는 것을 짐작할 수 있음. 그러나 왕의 신임이 두터우면 두터울수록 이를 시기하는 자들도 늘어나는 법이었음. 마침내 그를 시기하는 자들에게 모함을 당하여 면직되고 경성에서 쫓겨나 유배되기에 이름. 그러나 그가 유배되어 있는 동안 초나라가 진나라를 정벌하러 갔다가 참패하고, 이후 굴원은 회왕에 의해 다시 부름을 받게 됨. 그러나 얼마 지나지 않아 굴원은 두 번째로 유배를 가게 되고, 그 사이 초나라 회왕은 진나라에 잡혀가 죽게 됨. 그 후 경양왕이 즉위를 함. 그 뒤 굴원은 경양왕에 의해 강남으로 세 번째 유배를 가게 됨. 결국 굴원은 유배지인 강남에서 비통함에 젖어 많은 시를 남기고 죽은 것으로 전해지는데, 그의 죽음에 대해서는 서로 다른 여러 학설이 있음. 즉, 굴원은 자신을 시기하여 모함한 무리들에 의해서 재상의 자리에서 물러나야만 했고, 유배지에서 자신의 결백을 위해 강물에 빠져 스스로 목숨을 끊었다는 설. 그리고 우국충정에 불타는 마음을 알아주지 않는 세상을 한탄하던 끝에 스스로 물에 뛰어들었다는 설임. 또 한가지는 유배되어 있던 중 초나라가 진나라에게 멸망하자 이를 듣고 분개하여 기원전 278년 음력 5월 5일 62세를 일기로 호남의 멱라수에서 투신자살하였다는 설이 있음. 굴원이 강물에 몸을 던진 뒤, 사람들은 이 소식을 듣고 달려와 비통한 마음을 금치 못하고 배를 타고 사방으로 굴원의 시신을 찾았지만, 아무도 그의 시신을 발견할 수 없었음. 이에 사람들은 대나무통에 찹쌀밥을 넣어 강물에 뿌리고 북을 치며 용주를 저어서 물고기들을 쫓아 굴원의 시신을 먹지 못하도록 했고, 매년 음력 5월 5일이 되면 대나무통에 찹쌀밥을 넣어 강물에 던지며 굴원의 넋을 기렸다고 전해져옴.

## 풍습

### 싸리롱조우
중국에서 단오절의 가장 중요하고 인기 있는 활동은 역시 롱조우경주임. 굴원의 고사에서 유래되었다는 이 활동은 오랜 시일이 지나면서 국제적인 민간 스포츠로 발전되었음. 롱조우는 용처럼 생긴 일종의 목선으로 경길르 할 때에는 많은 롱조우가 징과 북 소리 속에서 서로 선두를 다투는데 그 장면이 매우 장관임. 현재 싸이롱조우는 전 중화권에서 매년 음력 5월 5일을 전후해 대대적으로 개최되고 있음. 형형색색의 용모양의 배에 20여명 정도가 함께 노를 저어 나가고 맨 앞 용머리에 있는 사람이 목적지의 깃발을 빼어들면 우승하는 것임. 우렁한 북소리와 함께 롱조우가 힘차게 물살을 가르면 몰려든 관중들은 열광하고 단오절 축제는 최고조에 이름. 싸이롱조우는 현재 중국의 항주 지방을 비롯해 홍콩, 대만, 싱가폴 등지에서 매년 국제대회를 개최하며 큰 인기를 얻고 있음. 중화권 뿐만 아니라 필리핀, 일본 캐나다 등지에서도 출전팀이 참가하고 있음. 롱조우는 특별한 설계도가 있는 것이 아니라 숙련된 목수의 경험만으로 제작되며 목수가 배 한척을 완성하는데 45일 정도가 소요된다고 함. 이 배의 심볼인 용두와 부조는 전문 공예사들의 손을 거치며, 마지막으로 용두에 용의 눈을 그려 넣는 의식을 통해 롱조우는 비로서 생명력을 갖게 됨. 생명이 생긴 배는 해안으로 진수되어 3회 전진 후퇴를 반복한 후 비로소 제 구실을 하게 됨. 일반적으로 국제대회는 홍콩 스타일과 대만 스타일로 구분되며, 대만스타일의 배가 용두의 크기가 더 크며 선체도 크고 무거움. 국제경기에서는 홍콩스타일이 보편적으로 사용됨.

### 쫑즈먹기

중국 남부의 쭝쯔(왼쪽)와 북부의 쭝쯔(오른쪽)

단오절에 중국인들은 다른 음식을 만들지 않고 주로 쫑즈를 먹음. 쫑즈 역시 굴원의 고사에서 유래된 음식으로서, 찹쌀 반죽 아에 대추, 버섯, 고기 등의 속을 넣고 대나무 잎에 싸서 쪄낸 음식임. 이 풍습은 중국뿐만이 아니라 멀리 일본, 말레이시아 등지에도 보급되어 있으며, 대륙식(북방식), 홍콩을 비롯한 광동식(혹은 객가식), 대만식이 있고 조금씩 서로 다른 특색을 지니고 있음. 북방식은 일반적으로 찹쌀 반죽 안에 대추를 넣어 대나무 잎으로 싸서 쪄내는 식임. 대만식이나 객가식은 버섯이나 돼지고기, 새우, 오징어 등 다양한 속을 넣어 만듦.

### 악귀 쫓기
대만과 홍콩 등의 나방지역에서는 쫑즈를 먹고 롱조우 경기를 거행하는 외에도 슝황지우 마시기, 햐주머니 걸기, 창푸 꽃기, 아이차오 걸어놓기 등을 하며 악귀를 쫓고 건강을 기원하는 독특한 풍습이 있음.
- 쑥과 향주머니 걸기 : 남방지역은 음력 5월정도 되면 매우 고온다습하기 때문에 과거에는 전염병이 도는 일도 꽤 있었음. 그러한 이유로 사악한 기누을 피하고 건강을 유지한다는 의미에서 쑥과 같은 약초를 걸어 놓거나 향료가 들어 있는 각양각색의 아름다운 썅빠오(향주머니)를 걸거나 몸에 지니는 풍습이 생기게 됨. 샹빠오는 물고기, 용 등 여러 가지 모양을 한 작은 인형이나 등과 같인 생겼는데 안에는 중국향이 들어있어 걸어놓거나 몸에 지니면 향기가 남. 이 향기는 벌레가 가까이 오지 못하게 하고 악귀를 막아주는 의미라고 함. 무더위에 이를 몸에 지녀 건강하고 또 행운이 있으라는 뜻도 있음.

- 슝황지우(웅황주) 마시기 : 슝황이란 일종의 광물질로서 이를 쌀로 만든 술에 탄 것이 바로 슝황지우임. 슝황지우는 질병을 물리치는 효과가 있다고 믿었기 때문에 이를 단오날 마심. 단, 이를 많이 마시면 안되며, 어린이는 마시지 않고 대신 이마에 슝황지우를 찍어서 王고자를 써주는 것으로 대신함.

- 창푸(창포)꽃기 : 창포는 악귀를 물리치는 효험이 있다고 생각해서 단오날 이를 문앞에 꽃아 놓음.[1]

## 같이 보기
- 단오
- 단오 (한국)
- 고이노보리